# Wigorczykowate

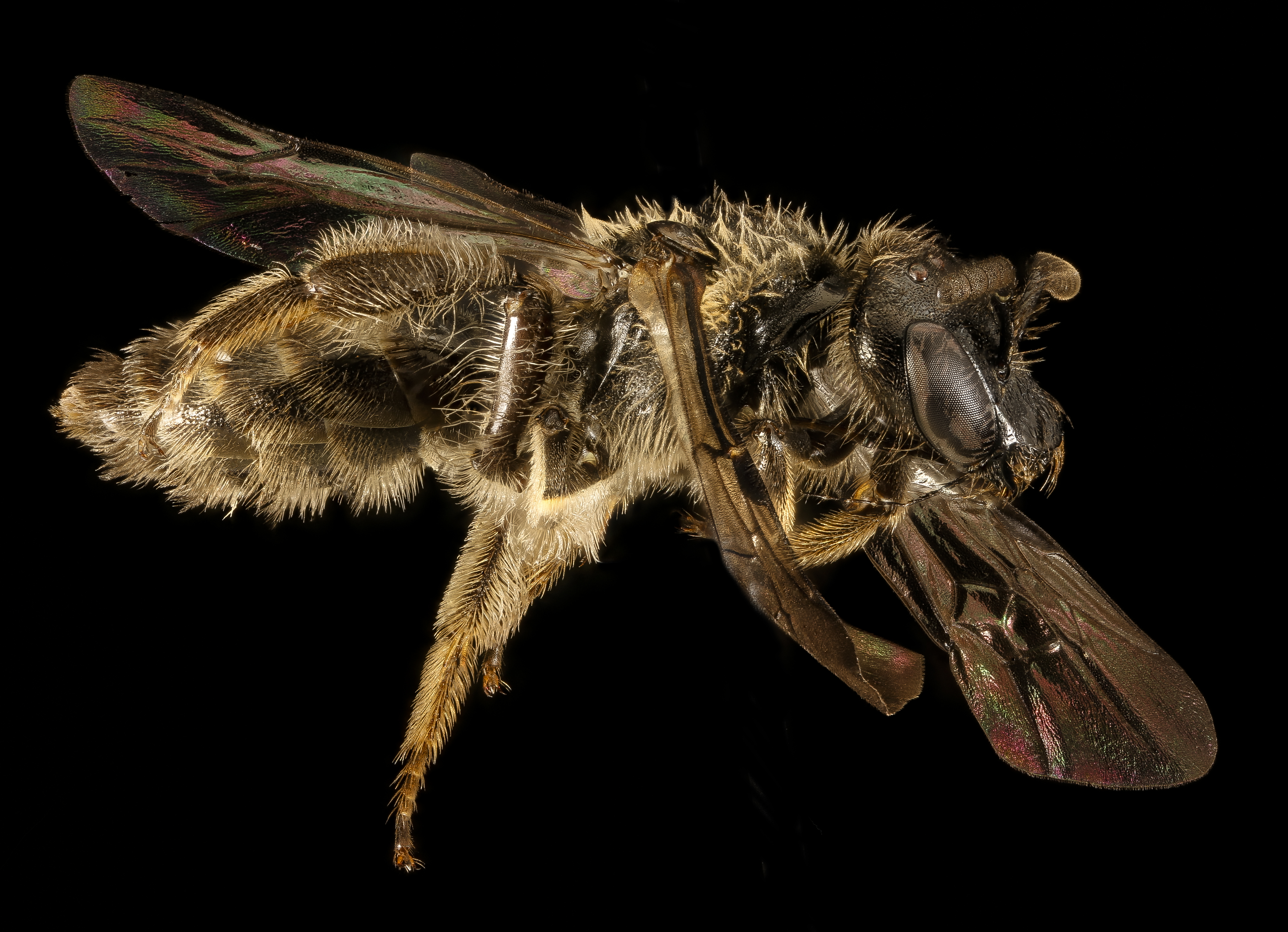
Samica Dufourea novaeangliae

Wigorczykowate (Rophitinae) – podrodzina owadów z rzędu błonkoskrzydłych, nadrodziny pszczół i rodziny smuklikowatych. Obejmuje ponad 200 opisanych gatunków. Rozsiedlona prawie kosmopolitycznie. 

## Opis
Pszczoły te mają czułki osadzone zwykle poniżej połowy długości oczu w panewkach oddalonych od górnej krawędzi nadustka na odległość równą lub niewiele większą od średnicy tychże panewek. Nadustek jest krótki, często nie dłuższy od wargi górnej, zwykle guzowato wystający i w widoku bocznym tworzący kąt z niewystającą ponadnadustkową częścią twarzy, choć cecha ta nie jest obecna u rodzajów Xeralictus, Micralictoides, Sphecodosoma i niektórych gatunków z rodzajów Dufourea i Conanthalictus. Szew epistomalny jest między przednimi jamkami tentorialnymi tylko nieco łukowaty. Warga górna zwykle długością przekracza połowę długości nadustka. U samic szczyt tejże wargi jest szeroko zaokrąglony lub ścięty i otoczony szczecinkami, a wyrostek wargowy zanikły lub zredukowany do kantu. Przy zamkniętych żuwaczkach cała warga górna samicy pozostaje widoczna. Owłosiona żuwka wewnętrzna leży znacznie powyżej reszty szczęk, ale jest od nich słabiej oddalona niż u innych smuklikowatych. Bródka zwykle jest głównie błoniasta, choć u wrzałki płaskozębnej ma formę prętowatą. Tułów cechuje często poszerzony rowek skrobalny i położony poniżej niego, często bardzo płytki rowek episternalny. Skrzydła (z wyjątkiem rodzaju Xeralictus) mają żyłkę bazalną słabiej zakrzywioną niż u Halticinae. U samic brzegi płytki pygidialnej tworzone są przez gradulus tergalny szóstego tergitu. W przypadku większości rodzajów samce mają dwa, rzadziej cztery płaty wyrastające z małego dysku siódmego sternitu. Tylna para odnóży ma skopy dobrze rozwinięte na goleniach, natomiast zredukowane na krętarzach i udach. U samic brak penicilusa na nadstopiach tylnych odnóży.
Larwy wigorczykowatych różnią się od innych przedstawicielei rodziny obecnością pary stożkowatych guzków w grzbietowo-bocznych częściach większości segmentów ciała (u innych smuklikowatych kształt tych guzków jest poprzeczny). Guzki na przedtułowiu są zredukowane lub brak ich zupełnie.

## Biologia i ekologia
Wigorczykowate to samotnice. Gniazdują w glebie, preferując miejsca suche, ciepłe i niezarośnięte roślinnością. Gniazdo zawiera jedną komórkę lub ich serię. Ustawienie komórek może być skośne lub prawie poziome. Długość komórki wynosi półtorakrotność jej szerokości, a jej kształt jest niespłaszczony lub nieco przypłaszczony na spodzie. Masa pokarmowa umieszczana w komórce ma formę mniej lub bardziej kulistą. Z wyjątkiem rodzaju Conanthalictus larwy wigorczykowatych w przeciwieństwie do innych smuklikowatych przędą kokony. Zimowanie następuje w stadium przedpoczwarki. 
Pszczoły te wydają na świat jedno pokolenie w roku. Owady dorosłe w warunkach środkowoeuropejskich latają przez 1–1,5 miesiąca w środku lata. Gatunki występujące w Polsce są oligolektyczne: wrzałki (Systropha) wyspecjalizowane są w kwiatach powoju, Dufourea minuta wyspecjalizowana w astrowatych, D. dentiventris, D. halictula i D. inermis wyspecjalizowane w dzwonkowatych, Rophites algirus, R. hartmanni i R. quinquespinosus wyspecjalizowane w jasnotowatych, zaś Rophites canus wyspecjalizowany w bobowatych. Ten ostatni ma istotne znaczenie ekonomiczne w strefie stepowej jako zapylacz lucerny siewnej.

## Rozprzestrzenienie
Podrodzina rozsiedlona prawie kosmopolitycznie, nieznana tylko z krainy australijskiej. Z Polski wykazano 10 gatunków (zobacz: smuklikowate Polski).

## Systematyka i filogeneza
W przeszłości wigorczykowate umieszczane były w różnych rodzinach, a nawet wynoszone do rangi niezależnej rodziny, także pod nazwą Dufoureidae. Wyniki opublikowanej w 2013 przez Hedtke, Patiny i Danfortha filogenetycznej analizy molekularnej wskazują, że podrodzina ta zajmuje pozycję bazalną w obrębie smuklikowatych. 
Do 2010 roku opisano 214 gatunków należących do 13 rodzajów i 2 plemion:
- plemię: Penapini Danforth et al., 2004
  - Ceblurgus Urban & Moure, 1993
  - Goeletapis Rozen, 1997
  - Penapis Michener, 1965
- plemię: Rophitini Schenck, 1866
  - Conanthalictus Cockerell, 1901
  - Dufourea Lepeletier, 1841 – smukliczek, błyszczka
  - Micralictoides Timberlake, 1939
  - Morawitzella Popov, 1957
  - Morawitzia Friese, 1902
  - Protodufourea Timberlake, 1955
  - Rophites Spinola, 1808 – wigorczyk[a]
  - Sphecodosoma Crawford, 1907
  - Systropha Illiger, 1806 – wrzałka
  - Xeralictus Cockerell, 1927